# Hőterjedés (tűzvédelem)
A hőterjedés (hőtranszport) tűzvédelmi alapfogalom. Fontos szerepet játszik a tűzterjesztésben, az oltás során, és a tűzmegelőzési problémák megoldásánál is.

## Hővezetés
A hővezetés (kondukció) olyan vezetéssel létrejövő energiatranszport, amelynél a terjedés irányába makroszkópikus anyagáramlás nincs. Szilárd testeknél számottevő, de folyadékoknak és gázoknak is lehet hővezetése.

## Hősugárzás
A hősugárzás (radiáció) a rendszer belső energiájának rovására, az anyagon belüli folyamatok eredményeképp jön létre. Olyan elektromágneses sugárzás, melynek hullámhossza magában foglalja a teljes infravörös tartományt. A rövidebb hosszak oldalán átnyúlik a látható fénybe, míg nagyobb hosszak oldalán a rádióhullámokba nyúlik bele.
A hősugárzás minden testre, halmazállapotra és hőmérsékletre jellemző. Egy test melegítése során hőmérséklete emelkedik és hővesztesége keletkezik. 550 °C elérésénél elegendő sugárzást bocsát ki az optikai (vörös) tartományban ahhoz, hogy látható legyen.
Az izzó testek látható színei megközelítőleg jelzik az alábbi hőmérséklet-értékeket:
- 550 °C - az első látható vörös izzás
- 700 °C - halvány vörös
- 900 °C - cseresznyevörös
- 1100 °C - narancssárga
- 1400 °C - fehér

A testre eső kisugárzott energia visszaverődhet, vagy elnyelődhet, ekkor az elnyelt energiarész emeli a test belső hőmérsékletét.

## Hőszállítás
A hőszállítás (konvekció) anyagáramlás útján létrejövő hőterjedés. A fluidumok (gázok és folyadékok) áramlásuk során szállítják belső energiájukat, ennek a hőterjedés-fajtának nagy szerepe van a tűz kialakulásában és terjedésében.